# Тайнственият пламък на кралица Лоана
Тайнственият пламък на кралица Лоана („La Misteriosa Fiamma della Regina Loana“) е роман на Умберто Еко. Публикуван е през 2004 г., а на български – през 2006 г. в превод на Нели Раданова.